# 建港站
建港站位于中华人民共和国湖北省武汉市汉阳区，是武汉地铁6号线的地铁车站，規劃時稱「红建路站」「建港路站」，於2016年12月28日啟用。

## 车站结构

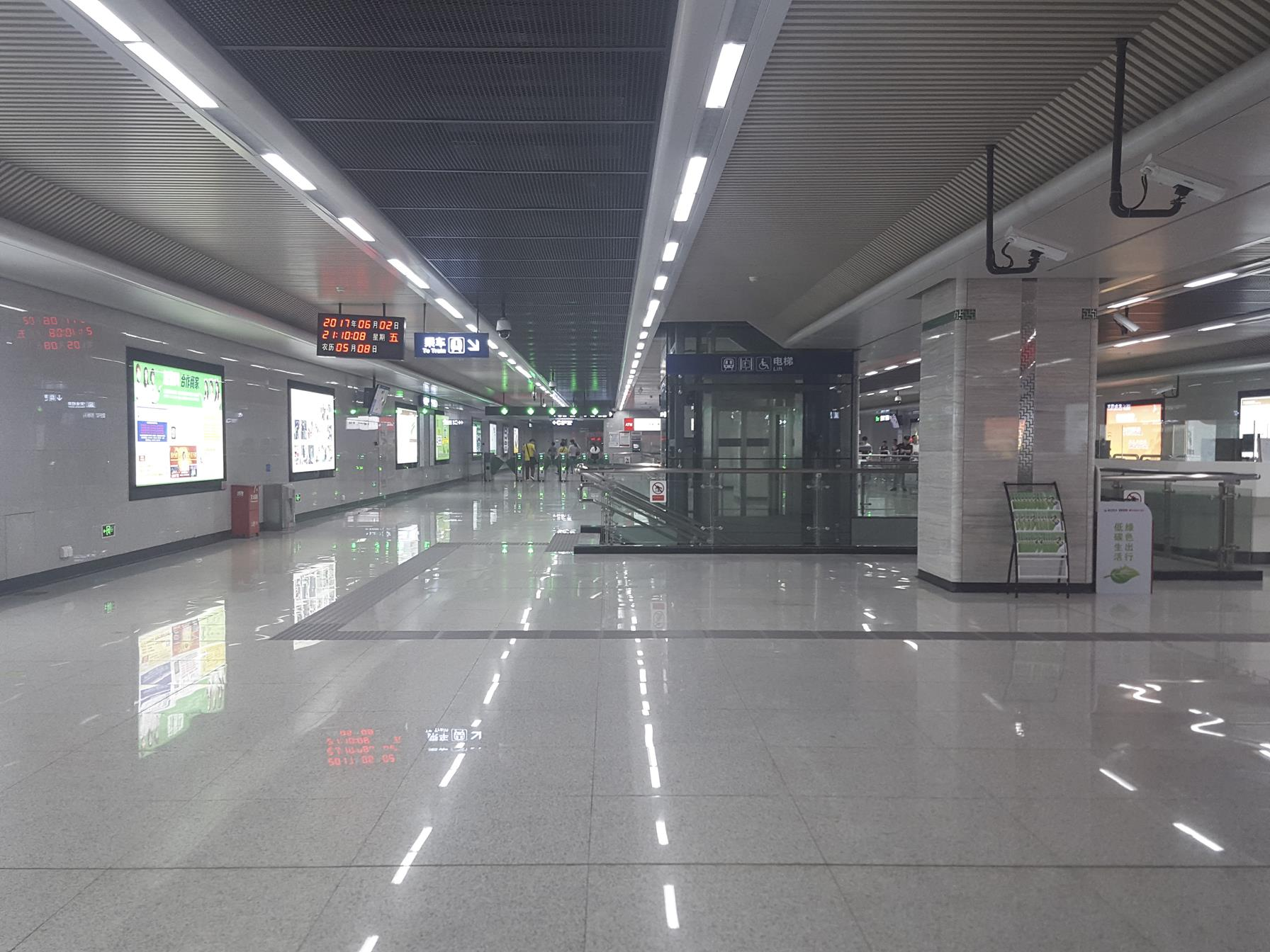
站廳層

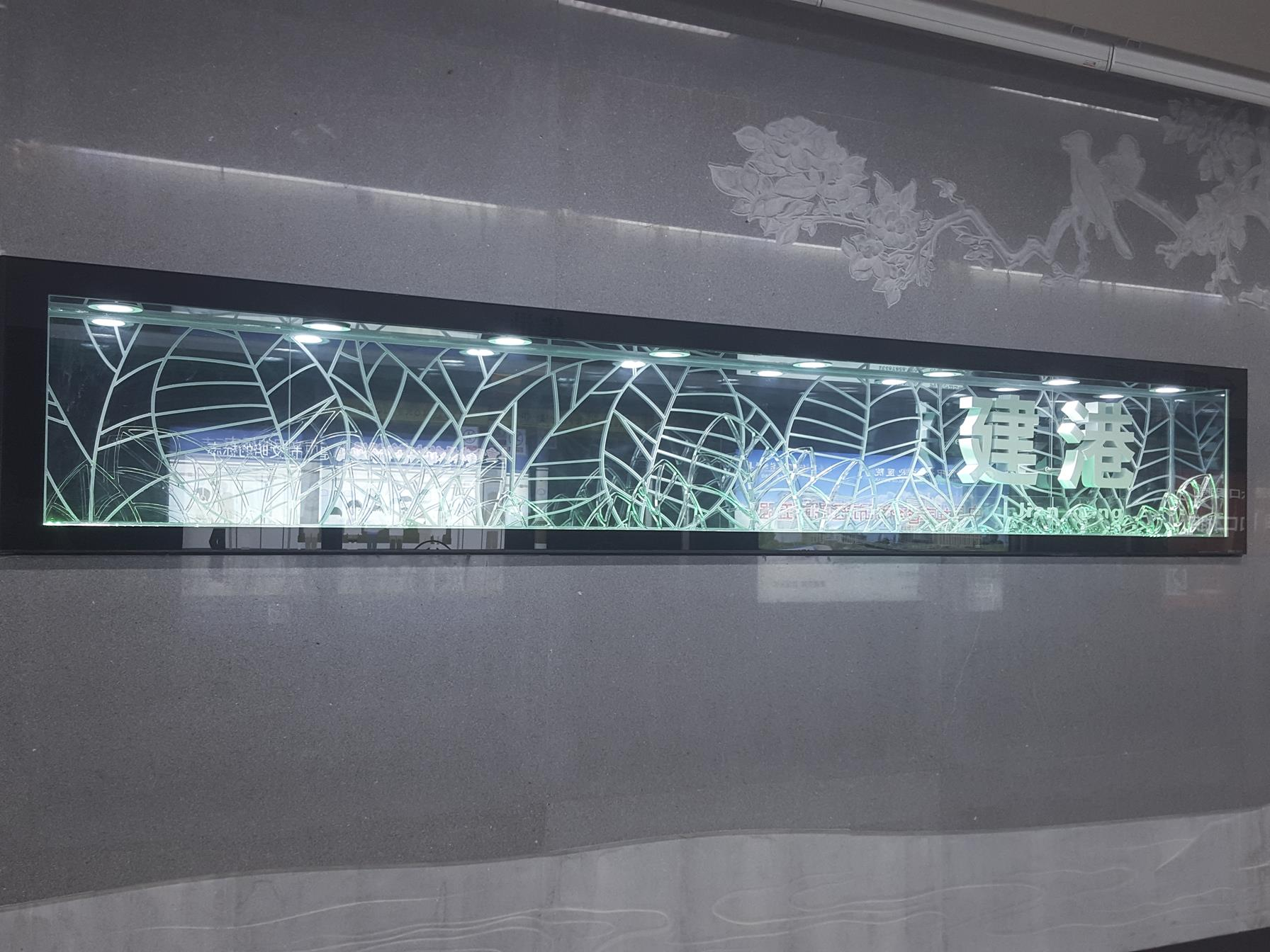
立體站名

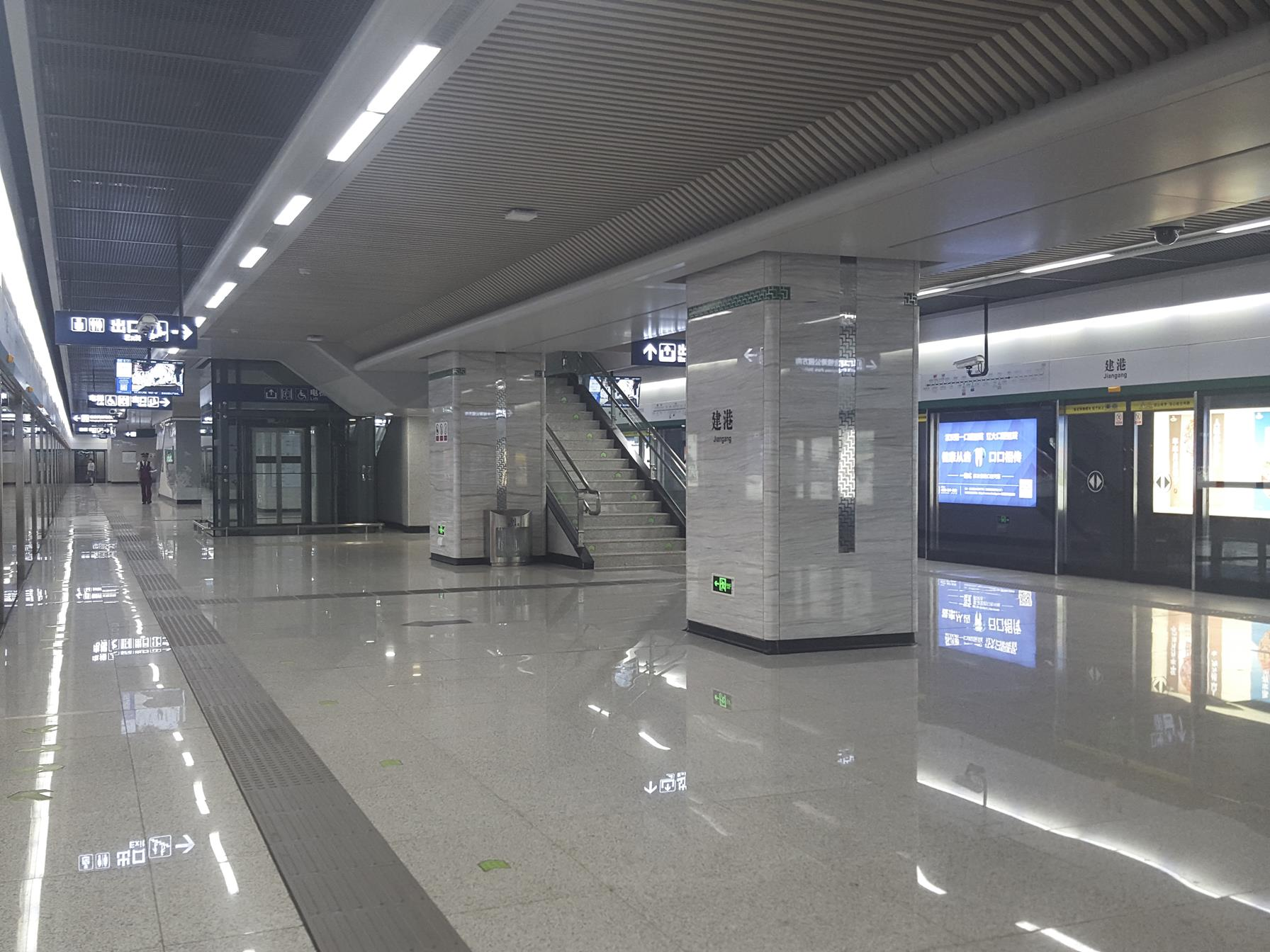
站台層

位于鹦鹉大道下，鹦鹉大道与规划红建路丁字路口处，沿鹦鹉大道布置。车站总长228.2m，标准段宽度21.3m，车站埋深3.2～3.6m。本站为地下二层岛式车站，地下一层为站厅层，地下二层为站台层。车站在鹦鹉大道两侧布置有4个出入口、1个消防出入口。设置2组风亭1号风亭为低矮敞口风亭，2号风亭为高风亭。车站主体建筑面积9956平方米，附属面积3394平方米。

### 楼层分布
| 地面     | 地面               | 出入口                               |  |  |
| 地下一层 | 站厅               | 售票机、客服中心、武漢通充值、洗手間 |  |  |
| 地下二层 |                    | █ 6号线 往新城十一路（马鹦路）       |  |  |
|          | 岛式站台，左侧开门 |                                      |  |  |
|          |                    | █ 6号线 往东风公司（前进村）         |  |  |

### 車站出口
|                                                 |      | |
| 出口編號                                        | 設施 | 建議前往的目的地                                                                                                  |
| A                                               |      | 鸚鵡大道 建港路、復地．夜上海                                                                                     |
| B                                               |      | 鸚鵡大道 楊泗路、芳卉園、路橋小區、湖北省輕工業科學研究設計院、武漢市漢陽區鹽務局、武漢市公安局交通管理局漢陽大隊 |
| C                                               |      | 鸚鵡大道 紅建路、武漢市公安局漢陽分局、橋機新村、武漢橋機康泰綜合醫院、橋機嘉園                                   |
| D                                               |      | 鸚鵡大道 建港路、建港中學、建港小學、二院小區、中交第二公路勘察設計研究院                                         |
| 注： 設有升降機 \| 設有輪椅升降台 \| 設有洗手間 |      | |

## 运营信息
- 6号线首末班车时间

## 鄰近地點
武汉市公安局汉阳区分局、桥机嘉园南区、芳卉园、汉阳1889等。

### 内部链接
- 武汉地铁车站列表